# Вамматар
Ва́мматар (фин. Vammatar) — одна из богинь загробного мира в карело-финской мифологии.

## Описание
Этимология имени Вамматар восходит к финскому языку, в котором корень Вамма (фин. Vamma) означает ущерб, либо несправедливость, а суффикс -тар применяется по отношению к женскому полу.
Функциями богини являются причинение боли, болезней и страданий. Также ей приписываются функции богини неудачи и зла, однако ей присущи и целительские качества.
Она является дочерью бога Туони и богини Туонетар, повелевающих загробным миром — Туонелой. Также у неё есть сёстры Кипу-Титто, Ловиатар и Кивутар. Вамматар фигурирует в 45 руне эпоса «Калевала».
...Если этого всё мало,

Кивутар, хозяйка хворей,

Вамматар, увечий дева,

Приходите, будем вместе

Возвращать здоровье людям,

Создавать покой народу.

## Отражения в популярной культуре
Вамматар является персонажем рассказа Легионы смерти Лина Картера и Леона Спрэг де Кампа из цикла о Конане, а также продолжения, написанного Конрадом Левандовским. Она является владычицей Халоги, одного из городов Гипербореи времён Хайборийской эры.
В комиксах от Marvel её описание то же, что в Легионах смерти, но более подробно описаны её взаимоотношения с Лоухи и Кулан Гатом